# Stromiec (gmina)
Stromiec – gmina wiejska w województwie mazowieckim, w powiecie białobrzeskim. W latach 1975–1998 gmina położona była w województwie radomskim.
Siedziba gminy to Stromiec.
Gmina graniczy z gminami:
od północy z gminą Warka (powiat grójecki),
od północnego wschodu i wschodu z gminami: Grabów n/Pilicą i Głowaczów (powiat kozienicki),
od południa z gminą Jedlińsk (powiat radomski),
od południowego zachodu i zachodu z gminami: Stara Błotnica i Białobrzegi (powiat białobrzeski). 
Według danych z 30 czerwca 2004 gminę zamieszkiwały 5693 osoby. Natomiast według danych z 31 grudnia 2023 roku gminę zamieszkiwało 5400 osób.

## Struktura powierzchni
Według danych z roku 2002 gmina Stromiec ma obszar ok. 156,47 km², w tym:
- użytki rolne: 58%
- użytki leśne: 35%

Gmina stanowi 24,48% powierzchni powiatu.

## Historia
Gminę zbiorową Stromiec utworzono 13 stycznia 1867 w związku z reformą administracyjną Królestwa Polskiego. Gmina weszła w skład nowego powiatu radomskiego w guberni radomskiej i liczyła 2292 mieszkańców.

## Demografia

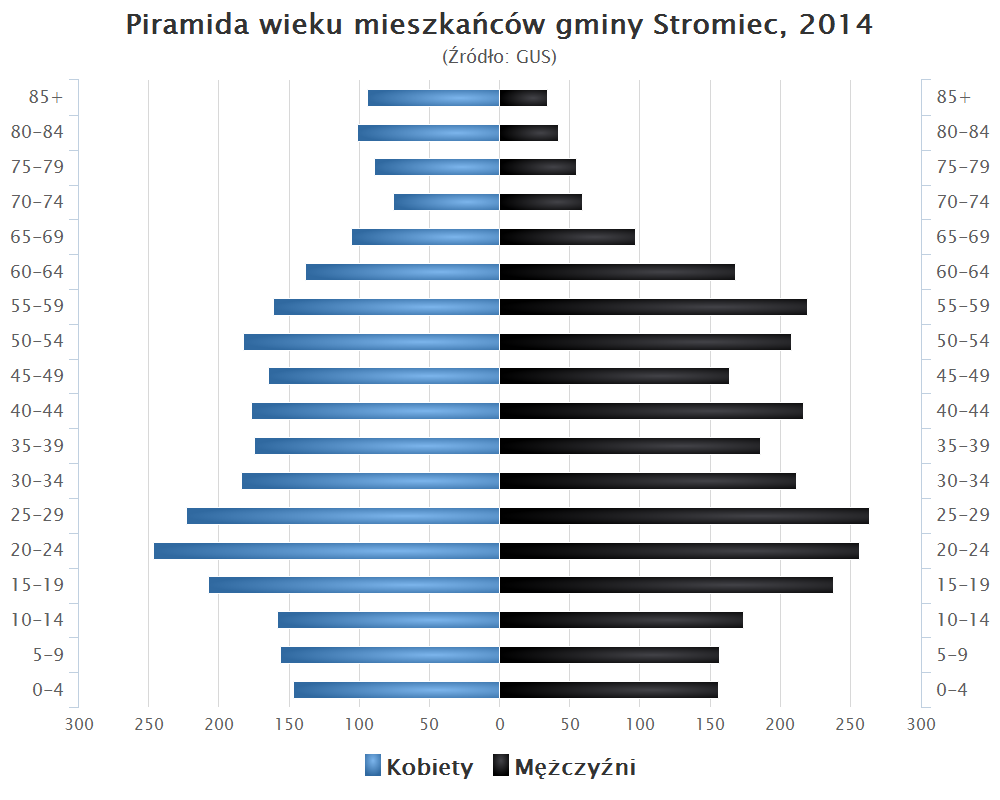
Piramida wieku mieszkańców gminy Stromiec w 2014 roku

Dane z 30 czerwca 2004:
| Opis                              | Ogółem | Ogółem | Kobiety | Kobiety | Mężczyźni | Mężczyźni |
| --------------------------------- | ------ | ------ | ------- | ------- | --------- | --------- |
| jednostka                         | osób   | %      | osób    | %       | osób      | %         |
| populacja                         | 5693   | 100    | 2811    | 49,4    | 2882      | 50,6      |
| gęstość zaludnienia (mieszk./km²) | 36,4   | 36,4   | 18      | 18      | 18,4      | 18,4      |

## Samorządowe jednostki organizacyjne gminy
- Gminna Biblioteka Publiczna
- Gminny Ośrodek Pomocy Społecznej
- Publiczna Szkoła Podstawowa w Podlesiu Dużym
- Publiczna Szkoła Podstawowa w Bobrku
- Publiczna Szkoła Podstawowa w Bożem
- Publiczna Szkoła Podstawowa w Dobieszynie
- Publiczna Szkoła Podstawowa w Stromcu
- Publiczne Gimnazjum w Stromcu
- Samodzielny Publiczny Zakład Opieki Zdrowotnej

## Sołectwa
Biała Góra, Bobrek, Bobrek-Kolonia, Boska Wola, Boże, Dobieszyn, Ducka Wola, Kolonia Sielce, Krzemień, Ksawerów Nowy, Ksawerów Stary, Lipskie Budy, Małe Boże, Marianki, Niedabyl, Olszowa Dąbrowa, Piróg, Podlesie Duże, Pokrzywna, Sielce, Stromiec, Stromiecka Wola, Sułków.

## Sąsiednie gminy
Białobrzegi, Głowaczów, Grabów nad Plilicą, Jedlińsk, Stara Błotnica, Warka

## Wójtowie gminy Stromiec
- Marek Matysiak (1990-1998) i (2002-2010)
- Jacek Reczko (1998-2002)
- Krzysztof Stykowski (2010-nadal)